# Тразовка
Тразовка — река в России, протекает по Атяшевскому району Республики Мордовия. Правый приток Большой Сарки.

## География
Река Тразовка берёт начало в лесах, течёт на северо-восток. Устье реки находится у села Алово в 36 км от устья Большой Сарки. Длина реки составляет 13 км.

## Данные водного реестра
По данным государственного водного реестра России относится к Верхневолжскому бассейновому округу, водохозяйственный участок реки — Сура от Сурского гидроузла и до устья реки Алатырь, речной подбассейн реки — Сура. Речной бассейн реки — (Верхняя) Волга до Куйбышевского водохранилища (без бассейна Оки).
Код объекта в государственном водном реестре — 08010500312110000037521.